# Biljana Plavšić
Biljana Plavšić (Tuzla, 7. srpnja 1930.) bosanskohercegovačka je političarka, sveučilišna profesorica i ratna zločinka srpskog podrijetla.
Bila je prva članica Predsjedništva Republike Bosne i Hercegovine iz reda srpskog naroda s Nikolom Koljevićem (ožujak – travanj 1992.) i jedna je od osnivača bh. entiteta Republika Srpska i njegova druga predsjednica (1996. – 1998.). Zbog ratnih zločina, zločina protiv čovječnosti i teškog kršenja običaja i pravila rata počinjenih u stvaranju Republike Srpske, tj. u tijeku rata u Bosni i Hercegovini, pravomoćno je na Haaškom sudu osuđena na 11 godina zatvora.

## Životopis
Odrasla je u Sarajevu. Diplomirala je biologiju na PMF-u u Zagrebu, gdje je i doktorirala botaniku. Poslije specijalističkih studija u SAD-u, bila je profesor biologije, šef katedre za biologiju i dekan Prirodno-matematičkog fakulteta Sveučilišta u Sarajevu. Objavila je oko stotinu znanstvenih radova.
Od 1990. do 1992. godine je bila članica predsjedništva Socijalističke Republike Bosne i Hercegovine, potom je nakon početka Rata u Bosni i Hercegovini i proglašenja Republike Srpske postala popredsjednicom (1992. – 1996.), te je potom postala druga predsjednica Republike Srpske, u razodblju 19. srpnja 1996. do 4. srpnja 1998.
Tužiteljstvo Međunarodnog suda za ratne zločine u Haagu optužilo ju je za ratni zločin, genocid, zločin protiv čovječnosti i teško kršenje običaja i pravila rata, te je nakon suđenja i pravomoćno osuđena (zahvaljujući nagodbi s tužiteljstvom oslobođena je optužbe za genocid). Osuđena je na 11 godina zatvora. Nakon izdržavanja većeg dijela kazne u švedskom zatvoru, puštena je na slobodu 27. listopada 2009. godine.
Biljana Plavšić postala je neslavna kada je slikana kako prekoračuje leš ubijenog Bošnjaka i srdačno čestita Željku Ražnatoviću Arkanu nakon izvršenog masakra u Bijeljini 1992. godine.
Jedna od mnogih njenih huškačkih izjava je i: